# Kagawa Sachi
Kagawa Sachi (jap. 香川 幸; * in der Präfektur Hiroshima) war ein japanischer Fußballspieler.

## Nationalmannschaft
1925 debütierte Kagawa für die japanische Fußballnationalmannschaft. Kagawa bestritt zwei Länderspiele. Mit der japanischen Nationalmannschaft qualifizierte er sich für die Far Eastern Championship Games 1925.